# Zvrk
Zvrk ili čigra, u fizici, je svako tijelo određene mase koje se vrti oko svoje osi te zbog momenta tromosti ili inercije tu vrtnju (rotaciju) održava. Svojstvo održavanja vrtnje ima široku primjenu, od dječjih igračaka do raznovrsnih tehnoloških uređaja.

## Žiroskop
Žiroskop ili giroskop (grč. γῦρος: krug ili γυρός: okrugao, zaobljen) je mjerni instrument kojemu je glavni dio zvrk. Zvrk su poznavali već stari Kinezi. Matematičke osnove teorije zvrka dao je prvi Leonhard Euler 1765. Léon Foucault konstruirao je 1851. spravu koja mu je služila za prikazivanje činjenice da Zemlja djeluje kao zvrk, i nazvao je žiroskopom. Žiroskopi koji se upotrebljavaju u različitim uređajima imaju zvrk što rotira velikom brzinom, katkad i više od 20 000 o/min; za pogon najčešće služe asinkroni elektromotori kojima je rotor dio zvrka, a katkad se zvrk pogoni i pneumatički.

## Inercijski navigacijski sustav
Inercijski navigacijski sustav je elektronski navigacijski sustav koji neprekidnim praćenjem promjena brzine plovila ili letjelice proračunava podatke o prevaljenome putu, što mu omogućuje i određivanje njihova trenutačnoga položaja. Osnovu sustava čine akcelerometri, to jest osjetnici (senzori) kojima se mjere sve promjene brzine (ubrzanje). Sustav najčešće ima 3 akcelerometra, po jedan za svaku komponentu smjera kretanja. Određivanje orijentacije akcelerometara u smjerovima sjever–jug i istok–zapad omogućuju najčešće 3 žiroskopa priključena na sustav. Iz prikupljenih podataka o ubrzanjima, računalo integracijom najprije računa trenutačnu brzinu i smjer kretanja, a zatim ponovnom integracijom određuje i trenutačni položaj. Prednost je inercijskoga navigacijskoga sustava što se njime omogućuje potpuno autonomna navigacija, bez potrebe dodira s okolinom. No načelo rada sustava čini ga iznimno osjetljivim na pogreške mjerenja osjetnika, koji zato moraju biti velike točnosti. Inercijski navigacijski sustav najčešće se primjenjuje za navigaciju podmornica, vođenih raketa, svemirskih letjelica i slično. Taj je sustav omogućio američkoj podmornici Nautilus'' prolaz ispod ledene kape sjevernoga pola (1958.), što mu je ujedno bila i prva primjena.

## Žirokompas
Žirokompas je vrsta kompasa koji zahvaljujući zvrku koji se vrti velikom brzinom trajno zadržava smjer osi vrtnje. Dinamička svojstva žiroskopa: žiroskopska tromost ili inercija, precesija, nutacija i žiroskopski reakcijski moment koriste se za naprave kao što su žirokompas, umjetni ili žirohorizont (kod zrakoplova), žiroskopski držač smjera (na torpedima i raketama), žiroskopski stabilizator (protiv ljuljanja brodova), žiroautopilot (za vođenje zrakoplova bez sudjelovanja pilota) i slično.